# 팝 펑크

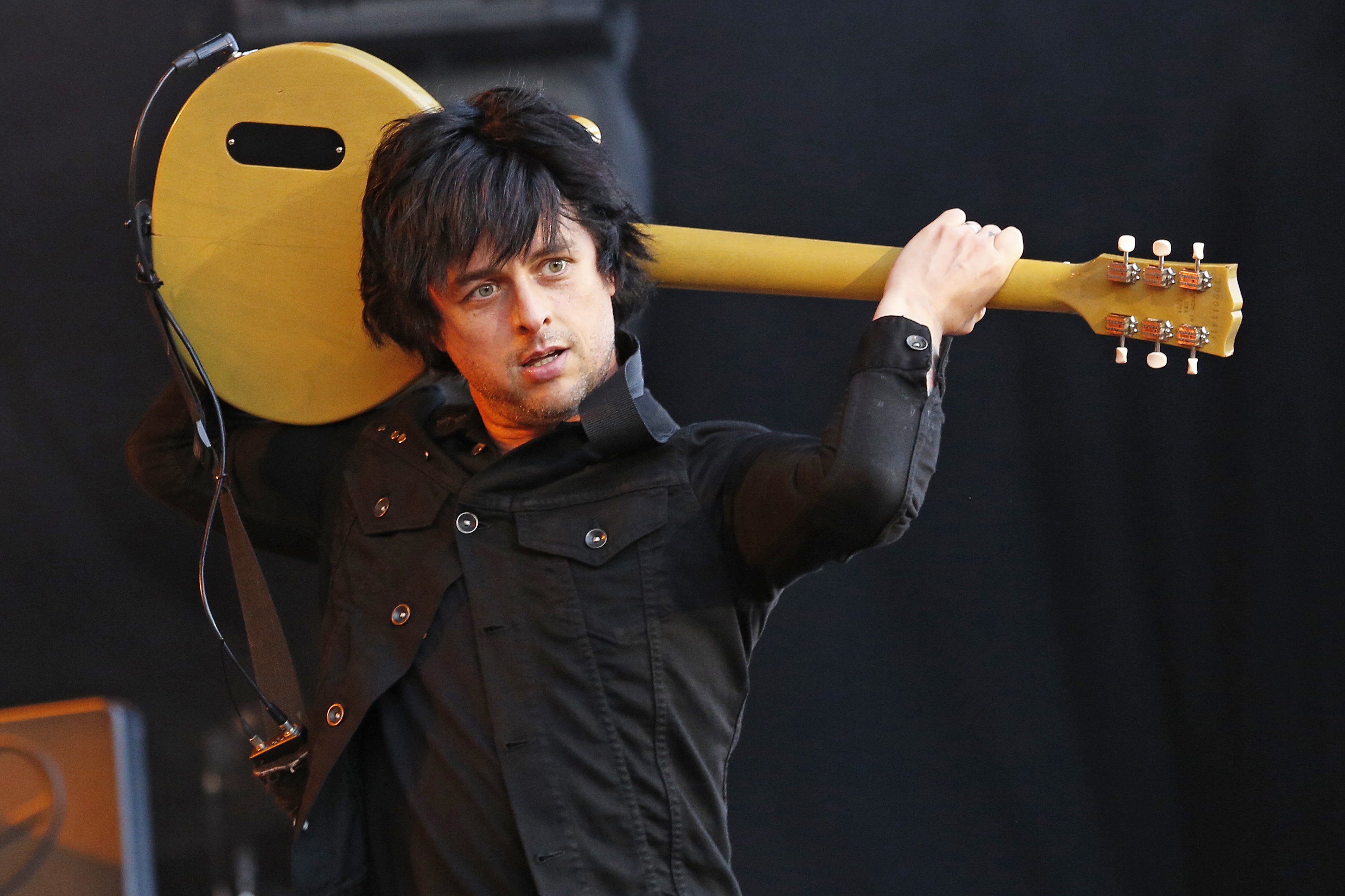

팝 펑크(Pop Punk)는 펑크 록과 팝 음악이 결합된 음악 장르이다.  썸41,  심플 플랜 등이 대표적인 그룹으로 때때로 새로운 펑크라는 의미에서 네오 펑크(Neo Punk)라고 일컬어지기도 한다. 펑크와 팝의 접목은 기존보다 더 많은 팬을 끌어들일 수 있다는 게 장점이지만 펑크 본연의 공격성, 진정성, 사회비판적인 측면이 퇴색된다는 비판을 받기도 한다.

## 같이 보기
- 스케이트 펑크
- 포스트 하드코어